# Leichtathletik-Weltmeisterschaften 2019/Teilnehmer (Trinidad und Tobago)
| Gelbes Symbol für Goldmedaillen mit stilisierten Olympischen Ringen | Graues Symbol für Silbermedaillen mit stilisierten Olympischen Ringen | Braundes Symbol für Bronzemedaillen mit stilisierten Olympischen Ringen |
| ------------------------------------------------------------------- | --------------------------------------------------------------------- | ----------------------------------------------------------------------- |
| —                                                                   | —                                                                     | —                                                                       |

Der Leichtathletikverband von Trinidad und Tobago will an den Leichtathletik-Weltmeisterschaften 2019 in Doha teilnehmen. 15 Athletinnen und Athleten wurden vom Verband aus Trinidad und Tobago nominiert.

## Ergebnisse

### Frauen

#### Laufdisziplinen
| Athletin                                                                                                   | Disziplin | Vorlauf    | Vorlauf | Halbfinale | Halbfinale | Finale     | Finale |
| Athletin                                                                                                   | Disziplin | Zeit       | Platz   | Zeit       | Platz      | Zeit       | Platz  |
| --- | --------- | ---------- | ------- | ---------- | ---------- | ---------- | ------ |
| Kelly-Ann Baptiste                                                                                         | 100 m     | 11,21 s    | 14      | 11,19 s    | 12         | DNQ        | DNQ    |
| Kamaria Durant                                                                                             | 200 m     | 23,08 s    | 21      | 23,44 s    | 22         | DNQ        | DNQ    |
| Mauricia Prieto                                                                                            | 200 m     | 23,33 s    | 31      | DNQ        | DNQ        | –          | –      |
| - Kelly-Ann Baptiste - Kamaria Durant - Semoy Hackett - Mauricia Prieto (Finale) - Reyare Thomas (Vorlauf) | 4 × 100 m | 42,75 s SB | 5       |            |            | 42,71 s SB | 6      |

#### Sprung/Wurf
| Athletin        | Disziplin   | Qualifikation | Qualifikation | Finale     | Finale |
| Athletin        | Disziplin   | Weite/Höhe    | Platz         | Weite/Höhe | Platz  |
| --------------- | ----------- | ------------- | ------------- | ---------- | ------ |
| Portious Warren | Kugelstoßen | 17,46 m       | 19            | DNQ        | DNQ    |

### Männer

#### Laufdisziplinen
| Athlet | Disziplin | Vorlauf     | Vorlauf | Halbfinale | Halbfinale | Finale         | Finale |
| Athlet | Disziplin | Zeit        | Platz   | Zeit       | Platz      | Zeit           | Platz  |
| --- | --------- | ----------- | ------- | ---------- | ---------- | -------------- | ------ |
| Kyle Greaux | 200 m     | 20,19 s     | 5       | 20,24 s    | 08         | 20,39 s        | 8      |
| Jereem Richards | 200 m     | 20,23 s     | 8       | 20,28 s    | 10         | DNQ            | DNQ    |
| Machel Cedenio | 400 m     | 45,26 s     | 9       | 44,41 s SB | 05         | 45,30 s        | 7      |
| - Darren Alfred (Vorlauf) - Machel Cedenio (Finale) - Asa Guevara - Deon Lendore - Jereem Richards nicht auf Startlisten: - Onal Mitchell | 4 × 400 m | 3:01,35 min | 5       |            |            | 3:00,74 min SB | 5      |

#### Sprung/Wurf
| Athlet           | Disziplin  | Qualifikation | Qualifikation | Finale     | Finale |
| Athlet           | Disziplin  | Weite/Höhe    | Platz         | Weite/Höhe | Platz  |
| ---------------- | ---------- | ------------- | ------------- | ---------- | ------ |
| Andwuelle Wright | Weitsprung | 7,76 m        | 17            | DNQ        | DNQ    |
| Keshorn Walcott  | Speerwurf  | 84,44 m       | 05            | 77,47 m    | 11     |